# Francesco Quinn
Francesco Daniele Quinn, född 22 mars 1963 i Rom, Italien, död 5 augusti 2011 i Malibu, Kalifornien, var en amerikansk skådespelare, son till Anthony Quinn. 
Francesco Quinn avled hastigt i en hjärtattack.

## Filmografi
- 1985 - Quo Vadis?
- 1986 - Platoon
- 1989 - Stradivari
- 1998 - Placebo Effect